# Entephria
Entephria là một chi bướm đêm thuộc họ Geometridae.

## Các loài
- Entephria amplicosta Inoue, 1955
- Entephria aurata (Packard, 1867)
- Entephria bastelbergeri (Püngeler, 1902)
- Entephria caeruleata (Guenée, 1858)
- Entephria caesiata – Grey Mountain Carpet (Denis & Schiffermüller, 1775)
- Entephria calcephila Tikhonov, 1994
- Entephria chorogensis Viidalepp, 1988
- Entephria contestata Vorbrodt & Muller-Rutz, 1913
- Entephria cyanata (Hübner, 1809)
- Entephria desperata (Staudinger, 1892)
- Entephria expiata (Püngeler, 1904)
- Entephria flavata (Osthelder, 1929)
- Entephria flavicinctata – Yellow-Ringed Carpet (Hübner, 1813)
- Entephria ignorata (Staudinger, 1892)
- Entephria infidaria (La Harpe, 1853)
- Entephria intermediaria (Alphéraky, 1883)
- Entephria inventaraia (Grote, 1882)
- Entephria javaria Lederer
- Entephria kuznetsovi Viidalepp, 1975
- Entephria lagganata (Taylor, 1908)
- Entephria luteolata Aubert, 1959
- Entephria multivagata (Hulst, 1881)
- Entephria muscosaria (Christoph, 1893)
- Entephria nigrescens (Hulst, 1900)
- Entephria nobiliaria (Herrich-Schäffer, 1852)
- Entephria occata (Püngeler, 1903)
- Entephria olgae Vasilenko, 1990
- Entephria polata (Duponchel, 1831)
- Entephria punctipes (Curtis, 1835)
- Entephria ravaria (Lederer, 1853)
- Entephria rjabovi Tikhonov, 1994
- Entephria sachaensis Vasilenko, 1990
- Entephria takuata (Taylor, 1908)
- Entephria tejmurovi Tikhonov, 1994
- Entephria tzygankovi Wehrli, 1929